# Nafia Kuş
Nafia Kuş, née le 20 février 1995, est une taekwondoïste turque.

## Carrière
Elle est médaillée d'or dans la catégorie des plus de 67 kg aux Championnats d'Europe pour catégories olympiques de taekwondo 2015 à Naltchik. Elle est médaillée de bronze dans la catégorie des plus de 73 kg aux Championnats du monde de taekwondo 2015 à Tcheliabinsk, puis médaillée d'argent dans la même catégorie aux Championnats d'Europe de taekwondo 2016 à Montreux. En 2018, elle remporte la médaille d'or dans la catégorie des moins de 73 kg aux Championnats d'Europe et la médaille de bronze dans la catégorie des plus de 67 kg aux Jeux méditerranéens à Tarragone.
En 2019, elle évolue dans la catégorie des moins de 73 kg et remporte la médaille de bronze aux  Championnats du monde à Manchester et la médaille d'or à l'Universiade à Naples, puis obtient dans la catégorie des plus de 67 kg la médaille de bronze aux Championnats d'Europe à Bari.
Elle est médaillée d'or dans la catégorie des plus de 67 kg aux Championnats d'Europe pour catégories olympiques 2020 à Sarajevo.
Lors des Championnats d'Europe 2022 à Manchester, elle remporte la médaille de bronze dans la catégorie poids lourds (+73 kg).
Aux Jeux méditerranéens de 2022 à Oran, elle remporte la médaille d'or dans la catégorie des plus de 67 kg.
Elle est médaillée d'or dans la catégorie des plus de 73 kg aux Championnats du monde de taekwondo 2023 à Bakou ainsi qu'aux Jeux européens de 2023 à Krynica-Zdrój.